# Derivada aritmética

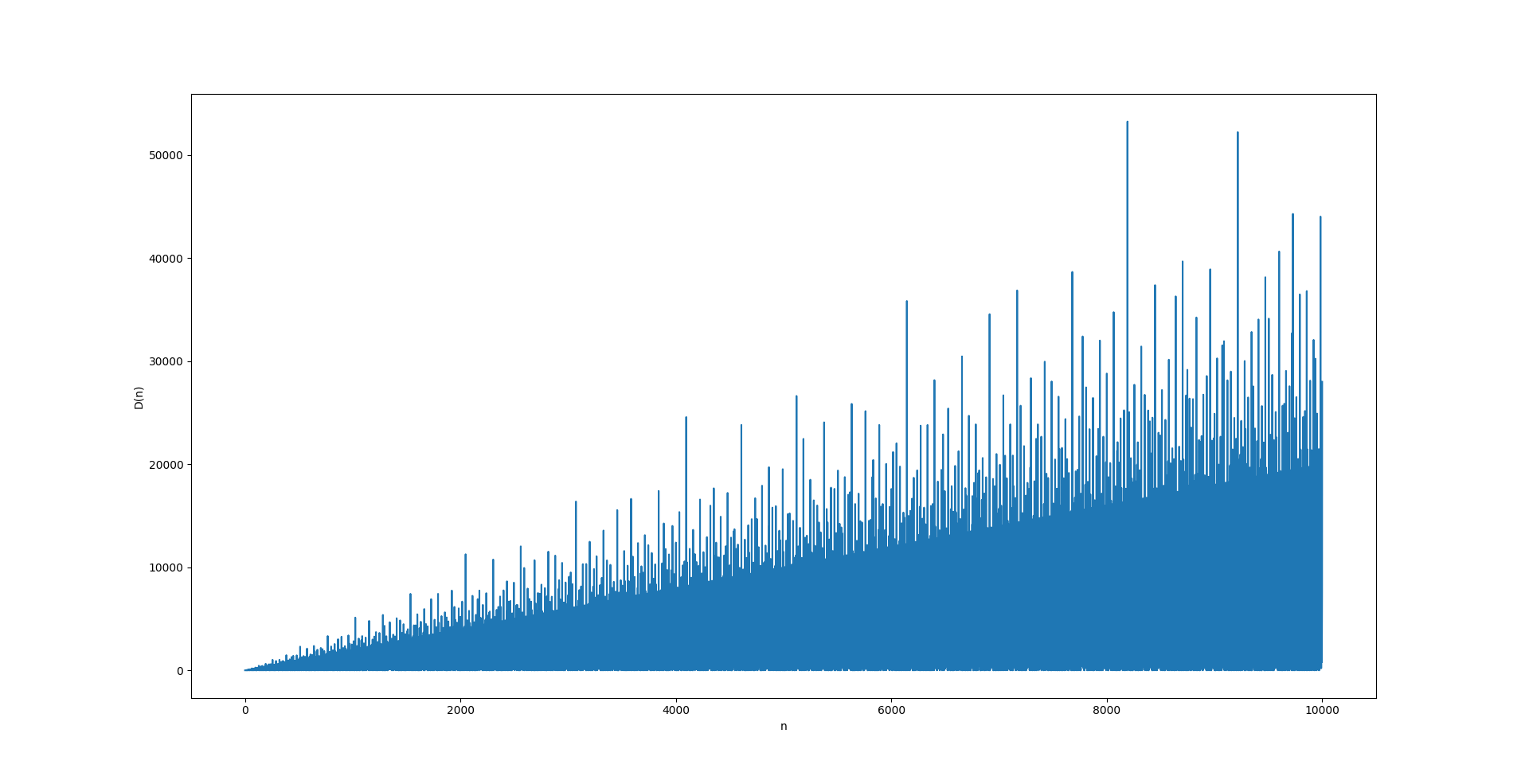
Valores de la derivada aritmética D(n) para los primeros 10000 valores de n.

En teoría de números, la derivada aritmética, o derivada numérica, es una función definida para números enteros, basada en la factoración en números primos, por analogía con la regla del producto para la derivada de una función que se usa en análisis matemático.
Hay muchas versiones de "derivadas aritméticas", incluyendo la que se discute en este artículo (la derivada aritmética de Lagarias), así como la derivada aritmética de Ihara y las derivadas aritméticas de Buium.

## Definición
Para números naturales la derivada aritmética se define como:
- {\displaystyle p'\;=\;1} para cualquier primo {\displaystyle p}.
- {\displaystyle (pq)'\;=\;p'q\,+\,pq'} para cualquier {\displaystyle p{\textrm {,}}\,q\;\in \;\mathbb {N} } (regla de Leibniz).